# Jörg Böhm

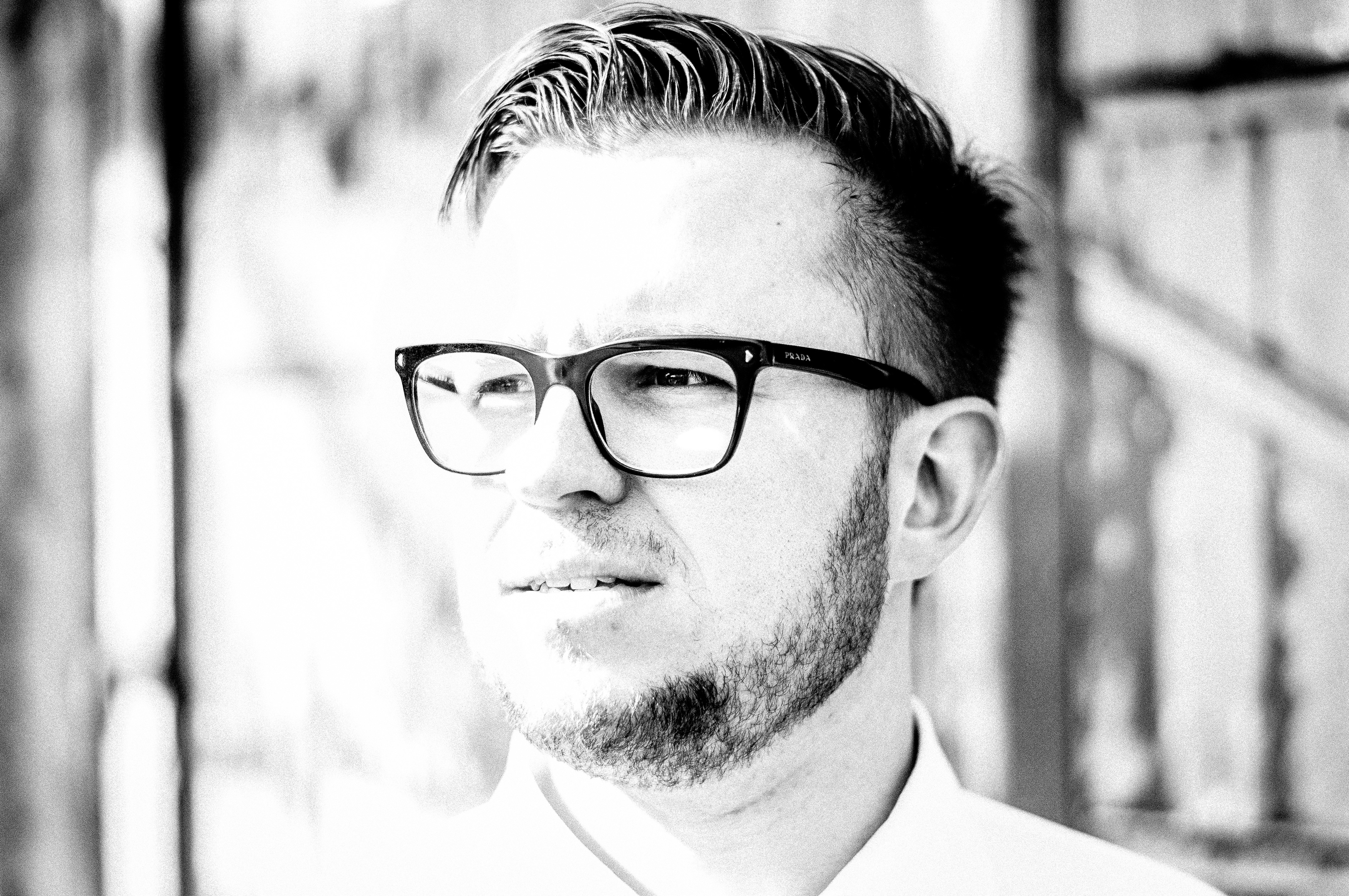
Jörg Böhm, 2013

Jörg Böhm (* 11. Juli 1979 in Neuwied; † 16. Oktober 2019 in Jesteburg) war ein deutscher Journalist und Krimiautor.

## Leben
Böhm wuchs im Westerwald auf. Er studierte Journalistik, Soziologie und Philosophie an der Gustav-Siewerth-Akademie in Weilheim-Oberbierbonnen und wurde anschließend Chef vom Dienst der deutschsprachigen Allgemeinen Zeitung in Windhoek, Namibia.
Nach seiner Rückkehr nach Deutschland war Böhm unter anderem in der Presseabteilung des Einzelhandelsunternehmens dm-drogerie markt und als Pressesprecher für die Sparkasse Südliche Weinstraße tätig. Bis Oktober 2014 arbeitete er in der Unternehmenskommunikation der Talanx Deutschland AG, zu der die HDI Versicherungen gehören. Seither war er hauptberuflich als Autor tätig.
Im Mai 2012 heiratete Böhm den TV-Produzenten und Journalisten Boris Henn. Sein bürgerlicher Name lautete seitdem Jörg Henn, er veröffentlichte jedoch unter seinem Geburtsnamen Jörg Böhm. Das Paar lebte in der Nähe von Hamburg.
Böhm starb im Oktober 2019 im Alter von 40 Jahren nach langer Krankheit in Jesteburg im Landkreis Harburg.

## Werke
Seit Juni 2013 erschienen in verschiedenen Verlagen (inzwischen alle CW Niemeyer Buchverlage) fünf Kriminalromane mit der dänischstämmigen Ermittlerin Emma Hansen. Im März 2016 und im März 2018 erschienen zudem zwei Romane aus der Reihe AIDA-Kreuzfahrtkrimi. Beide Krimis entstanden in Kooperation mit AIDA Cruises.
Titel der Emma-Hansen-Reihe:
- Und nie sollst du vergessen sein (2013)
- Und die Schuld trägt deinen Namen (2014)
- Und ich bringe dir den Tod (2015)
- Und süß wird meine Rache sein (2017)
- Und ewig sollst du schweigen (2019)

Titel der AIDA-Kreuzfahrtkrimi-Reihe:
- Moffenkind (2016)
- Niemandsblut (2018)